# 北海道道144号登别室兰连络线
北海道道144号登别室兰连络线（日语：北海道道144号登別室蘭インター線）是一条位于北海道登別市内的主要道级道路（北海道道）。

## 路線數據
- 起点：北海道登別市幌別町2丁目（＝国道36号交点）
- 終点：北海道登別市緑町3丁目（＝道央自動車道登別室蘭IC）
- 总長：2.4千米

## 经过的自治体
- 胆振综合振兴局
  - 登別市

## 历史
- 1994年4月1日 路線勘定（路線编号为1107）。
- 1994年10月1日 路線编号变更。

## 主要接续道路・主要桥梁
- 登別市
  - 国道36号
  - ときめき橋（北海道道387号幌別停车场线・JR室兰本线）
  - 来福橋（胆振幌別川）
  - 道央自動車道 登別室蘭IC